# Torre KOI
Der Torre KOI ist ein Wolkenkratzer im mexikanischen San Pedro Garza García am Südwestrand von Monterrey.

## Beschreibung
Das Gebäude wurde 2017 eröffnet und war vom Zeitpunkt seiner Eröffnung an bis 2020 mit einer Höhe von 279 Metern das höchste Gebäude des Landes. Er löste den Torre Reforma in Mexiko-Stadt ab, wurde aber inzwischen vom Torre Obispado als höchstes Gebäude des Landes abgelöst.
Neben Büros verfügt der Wolkenkratzer auch über 236 Appartements, 18 davon als Penthouse, sowie ein Hotel.